# Збірна Сан-Марино з футболу
Збірна Сан-Марино з футболу — національна команда, що представляє Сан-Марино, найменшу за населенням країну-члена Міжнародної федерації футболу, у змаганнях під егідою УЄФА та ФІФА.
Першим офіційним матчем, який зіграла команда Сан-Марино, була поразка з рахунком 4:0 у відбірковому матчі чемпіонату Європи від Швейцарії в 1990 році. Команда Сан-Марино зіграла неофіційний матч проти збірної Канади U-23 у 1986 році, програвши з рахунком 1:0. З моменту свого дебюту на змаганнях Сан-Марино брала участь у кваліфікації кожного чемпіонату Європи та світу, але жодного разу не виграла матч.
До листопада 2014 року Сан-Марино займало останнє місце у світовому рейтингу ФІФА. Вони були на останньому місці з Бутаном (208 місце) у рейтингу жовтня 2014 року, але нічия з Естонією (0:0) у відбірковому матчі Євро-2016 призвела до того, що вони залишилися в нижній частині рейтингу. На тому ж відбірковому етапі Сан-Марино забило свій перший гостьовий гол за чотирнадцять років проти іншої балтійської команди, Литви. Коли методологія рейтингу була знову переглянута, команда повернулася на дно після поразки 1:0 від Молдови в Лізі націй.

## Історія
Незважаючи на те, що Федерація футболу Сан-Марино була створена в 1931 році, Федерація не створювала національну збірну до 1986 року, коли команда, що представляла Федерацію, зіграла з командою Канади U-23 в неофіційному міжнародному матчі, який закінчився поразкою 1–0. У 1988 році Сан-Марино стало членом ФІФА та УЄФА, що дозволило команді брати участь у чемпіонатах. До цього гравці вважалися італійцями в міжнародному футбольному контексті.  
Перший матч Сан-Марино в турнірі, санкціонованому ФІФА, відбувся проти Швейцарії 14 листопада 1990 року у відбірковому матчі до чемпіонату Європи 1992 року. Сан-Марино програло з рахунком 4–0 та всі вісім своїх інших кваліфікаційних матчів. Сан-Марино забило лише один гол, який був з пенальті, у домашній поразці від Румунії з рахунком 3–1 і загалом пропустило 33 голи. 
У своїй першій відбірковій кампанії до чемпіонату світу Сан-Марино потрапило в групу з Англією, Нідерландами, Норвегією, Польщею та Туреччиною. Стартовий матч завершився поразкою від Норвегії з рахунком 10–0. Матч-відповідь був менш одностороннім, завершившись з рахунком 2–0 на користь норвежців. Поразка з рахунком 4–1 у Туреччині принесла Сан-Марино свій перший гол у відбірковому матчі до чемпіонату світу, а нульова нічия проти того ж суперника 10 березня 1993 року принесла їм перше в історії очко. У фінальному відбірковому матчі проти збірної Англії Давіде Гвалтьєрі забив найшвидший на той час гол в історії кваліфікації чемпіонату світу за 8,3 секунди. Проте Сан-Марино програло з рахунком 7–1. Збірна завершила кампанію з одним очком і пропустила 46 голів у 10 матчах. 
Кваліфікаційна кампанія команди на Євро-1996 проходила за схожою схемою, що й на попередніх чемпіонатах Європи, оскільки вони програвали кожен матч. Виїзний матч проти Фінляндії приніс Сан-Марино перший гол на виїзді у кваліфікації чемпіонату Європи. Тим не менш, команда програла з рахунком 4–1. Інший гол був забитий під час домашньої поразки 3–1 від Фарерських островів; дві перемоги над Сан-Марино були єдиними очками, здобутими Фарерськими островами в групі.
Кваліфікація на чемпіонат світу 1998 року розчарувала. Програючи кожен матч з різницею в три м'ячі і більше, Сан-Марино не забило жодного гола. Це єдиний відбірковий турнір чемпіонату світу, на якому вони не забили. Відбір на Євро-2000 знову завершився поразками в кожному матчі. Найближче до того, щоб набрати очко, Сан-Марино була проти Кіпру, поразка 1–0 18 листопада 1998 року.
У квітні 2001 року Сан-Марино здобула своє перше очко на виїзді, зігравши внічию 1–1 проти Латвії в Ризі. Команда завершила відбіркову групу Чемпіонату світу 2002 року з трьома голами, один із них припав на поразку від Бельгії з рахунком 10–1. У кваліфікації Євро-2004 Сан-Марино програло всі вісім матчів, не забивши. Нічия 2–2 проти Ліхтенштейну в товариському матчі в серпні 2003 року привела до того, що команда встановила новий національний рекорд за кількістю забитих голів у матчі. Лише один раз відтоді, у поразці Мальті з рахунком 2–3 в іншому товариському матчі дев’ять років потому, команда забила стільки голів у грі.
У квітні 2004 року Сан-Марино здобула свою першу перемогу після більш ніж 70 спроб, а саме над Ліхтенштейном з рахунком 1–0 у товариському матчі 28 квітня 2004 року завдяки голу Анді Сельви на п’ятій хвилині. Матч став дебютом Мартіна Андерматта на посаді тренера Ліхтенштейну. Результати під час кваліфікації до чемпіонату світу 2006 року були такими ж, як і в попередніх кваліфікаційних групах. Матчі, як правило, були односторонніми, за винятком поразок з одним голом вдома від Литви та Бельгії. 
Відбірковий матч Сан-Марино до Євро-2008 завершився рекордною поразкою 6 вересня 2006 року від збірної Німеччини з рахунком 13–0  Команда забила лише двічі та пропустила 57 голів у всіх дванадцяти матчах. Однак домашні матчі проти Ірландії, Кіпру та Уельсу були програні з різницею в один гол.
У кваліфікаційній кампанії до ЧС-2010 вони програли всі десять матчів і не змогли пройти кваліфікацію. Гравці пропустили 47 голів у цих матчах, у тому числі 10 у поразці від Польщі, яка стала найрезультативнішою перемогою Польщі за весь час і забили лише один раз, у поразці 3–1 від Словаччини. Відбіркові матчі до Євро-2012 розпочалися подібним чином: усі перші дев’ять матчів зазнали поразок із загальною кількістю 49 пропущених м’ячів і жодного забитого. Найкращим результатом стала поразка з Фінляндією вдома із забитим голом, а найгіршим — важка поразка Нідерландам з рахунком 11–0, яка стала найрезультативнішою перемогою Нідерландів за весь час. Після цього послідували дві більш легкі поразки, домашня поразка з рахунком 5–0 проти Швеції, а завершилася кампанія поразкою на виїзді з рахунком 4–0 проти Молдови.
10 вересня 2013 року Алессандро Делла Валле забив перший гол за п'ять років. За рахунку 1–0 проти Польщі на Стадіо Олімпіко Делла Валле пробив головою зі штрафного на 22-й хвилині, перемігши воротаря Артура Боруца на передній штанзі. Потім Польща відновила перевагу через хвилину і зрештою перемогла з рахунком 5–1.
15 листопада 2014 року Сан-Марино зіграла вдома проти Естонії внічию 0–0. Це був перший випадок за десять років, коли команда не програла в матчі, перервавши 61-матчеву програшну серію, і забезпечивши перше в історії очко для країни у кваліфікації чемпіонату Європи. 
У жовтні 2016 року Маттіа Стефанеллі забив гол за Сан-Марино у програному матчі Норвегії 1–4. 
16 листопада 2019 року Філіппо Берарді забив гол у програному матчі Казахстану з рахунком 3–1 у відбірковому циклі Євро-2020 — перший гол за Сан-Марино за два роки (5–1 проти Азербайджану 4 вересня 2017 року) і їх перший домашній гол за шість років (5–1 проти Польщі 10 вересня 2013 року). 
13 жовтня 2020 року Сан-Марино зафіксувала свою четверту нічию та першу з 2014 року після того, як їх матч Ліги націй проти Ліхтенштейну завершився з рахунком 0–0. Через місяць вони увійшли в історію, зігравши з Гібралтаром у нульову нічию, вистоявши з десятьма гравцями після вилучення Давіде Сімончіні. Це означало для них кілька перших подій: перший великий турнір, у якому вони набрали більше одного очка, перший раз, коли вони набрали більше одного очка за календарний рік, і перший раз, коли вони залишилися без поразок, не пропустивши жодного м’яча у двох матчах поспіль. 
7 грудня 2020 року Сан-Марино потрапило в групу I відбіркового турніру ЧС-2022. Команда не змогла набрати жодного очка і програла всі свої матчі, включаючи домашню поразку з рахунком 0–10 проти Англії.
28 березня 2022 року Сан-Марино зіграло перший офіційний матч у своїй історії проти неєвропейської команди в товариській грі проти Кабо-Верде, яка проходила на нейтральному майданчику в Іспанії, яка закінчилася поразкою з рахунком 2–0. Потім Сан-Марино зіграла з другою африканською командою зі значно нижчими стандартами, ніж попередня — 198-ми Сейшельськими островами, яких вони приймали в товариському матчі на «Стадіо Олімпіко» 21 вересня 2022 року. Сан-Марино припинило серію з 18 поразок з нульовою нічиєю, але загалом розчаровані, не спромігши використати свої шанси та обіграти вдома суперника, який був у її досяжності, який грав у обороні за схемою 4–5–1.
17 жовтня 2023 року Сан-Марино забила свій перший гол за два роки проти Данії в поразці 1–2 під час кваліфікації до Євро-2024. 17 листопада 2023 року вони забили ще раз проти Казахстану, програвши з рахунком 3–1, а через три дні забили ще раз у поразці з Фінляндією (2–1). Це був перший раз, коли Сан-Марино забило в трьох матчах поспіль. Це також були їхні перші європейські кваліфікації, в яких вони не були найгіршою командою (Ліхтенштейн забив лише один гол на турнірі, а Гібралтар – жодного).
20 березня 2024 року Сан-Марино вперше в історії забило гол у чотирьох матчах поспіль після того, як повело з рахунком 1–0 проти Сент-Кіттс і Невіс і зрештою програло з рахунком 3–1. 24 березня 2024 року Сан-Марино припинила серію з 12 поразок, зігравши внічию 0–0 проти Сент-Кітса. 18 листопада 2024 року обігравши на виїзді у Вадуці збірну Ліхтенштейну з рахунком 3–1 санмаринці не тільки встановили рекорд найбільшої перемоги, а і вперше виграли будь-який груповий етап, а саме Ліги Націй УЄФА.

## Чемпіонати світу
- 1930 — 1990 — не брала участі
- 1994 — 2022 — не пройшла кваліфікацію

## Чемпіонати Європи
- 1960 — 1988 — не брала участі
- 1992 — 2024 — не пройшла кваліфікацію

### Ліга націй УЄФА
| Ліга націй УЄФА | Ліга націй УЄФА | Ліга націй УЄФА | Ліга націй УЄФА | Ліга націй УЄФА | Ліга націй УЄФА | Ліга націй УЄФА | Ліга націй УЄФА | Ліга націй УЄФА | Ліга націй УЄФА | Ліга націй УЄФА |
| Рік             | Ліга            | Група           | І               | В               | Н               | П               | М+              | М-              | П/П             | Рей             |
| --------------- | --------------- | --------------- | --------------- | --------------- | --------------- | --------------- | --------------- | --------------- | --------------- | --------------- |
| 2018—19         | D               | 4               | 6               | 0               | 0               | 6               | 0               | 16              | ▬               | 55-е            |
| 2020—21         | D               | 2               | 4               | 0               | 2               | 2               | 0               | 3               | ▬               | 54-е            |
| 2022—23         | D               | 2               | 4               | 0               | 0               | 4               | 0               | 9               | ▬               | 54-е            |
| 2024—25         | D               | 1               | 4               | 2               | 1               | 1               | 5               | 3               |                 |                 |
| Усього          | Усього          | Усього          | 18              | 2               | 3               | 13              | 5               | 31              |                 |                 |

## Рекорди

### Найбільше ігор
Станом на 5 вересня 2024
| #  | Гравець                | Ігри | Голи | Роки виступів |
| -- | ---------------------- | ---- | ---- | ------------- |
| 1  | Маттео Вітайолі        | 95   | 1    | 2007–         |
| 2  | Мірко Палацці          | 75   | 1    | 2005–         |
| 3  | Анді Сельва            | 73   | 8    | 1998–2016     |
| 4  | Давіде Сімончіні       | 69   | 0    | 2006–2021     |
| 4  | Дам'яно Ваннуччі       | 69   | 0    | 1996–2012     |
| 6  | Алессандро Делла Валле | 65   | 1    | 2002–2017     |
| 6  | Альдо Сімончіні        | 65   | 0    | 2006–2023     |
| 8  | Сімоне Баччоккі        | 60   | 0    | 1998–2013     |
| 8  | Адольфо Хірш           | 60   | 0    | 2011–2023     |
| 10 | Фабіо Вітайолі         | 55   | 0    | 2007–2019     |
| 10 | Алессандро Голінуччі   | 55   | 1    | 2015–         |

### Автори найбільшої кількості голів
| # | Гравець         | Голи | Ігри | СКЛ  | Роки виступів |
| - | --------------- | ---- | ---- | ---- | ------------- |
| 1 | Анді Сельва     | 8    | 73   | 0.11 | 1998–2016     |
| 2 | Філіппо Берарді | 3    | 30   | 0.1  | 2016–         |
| 3 | Мануель Марані  | 2    | 32   | 0.06 | 2003–2012     |